# Bélaya Rus
Bélaya Rus (en bielorruso: Белая Русь, lit. 'Rutenia Blanca'; BR) es un partido político bielorruso fundado como asociación pública el 17 de noviembre de 2007 para apoyar al presidente Aleksandr Lukashenko. Está basado en la Rusia Unida de Vladímir Putin, aunque Bélaya Rus no estuvo registrado como partido político hasta el 18 de marzo de 2023. El líder del partido hasta 2018 fue el ministro de Educación, Aleksandr Radkov. Fue sucedido por el jefe de la Compañía Nacional de Radio y Televisión de Bielorrusia, Gennady Davydko. Actualmente es liderado por Oleg Romanov. El partido cuenta con el apoyo de 130 000 simpatizantes.
Desde su fundación, los líderes de la organización anunciaron regularmente que estaban listos para convertirse en un partido político. El presidente Lukashenko no se opuso firmemente a la idea ni la apoyó, y comentó: "Bueno, si están listos, que sean una fiesta; No estoy en contra. Al contrario, lo apoyaré porque son patriotas. Pero no les aconsejaría que se apuraran". El partido se basa en la idea del Frente Popular Panruso. No tiene una ideología real más allá del apoyo absoluto a Lukashenko.

## Historial electoral

### Elecciones parlamentarias
| Año  | Votos | % | Escaños | Nota         |
| ---- | ----- | - | ------- | ------------ |
| 2024 |       |   | 51/110  | Sin alianzas |